# Hypsicles
Hypsicles (Oudgrieks: Ὑψικλῆς; 190 – 120 v.Chr.) was een Oud-Grieks wiskundige en astronoom uit Alexandrië.
Over het leven van Hipsycles is niets bekend behalve dat hij geleefd zou hebben in Alexandrië. Hypsicles zou de auteur zijn van de Anaphorikos (Ἀναφορικός, Over de opkomst van de sterren) en boek XIV van Euclides'  Elementen. Bovendien staat Hypsicles bekend als de eerste wiskundige die een cirkel onderverdeelde in 360°.